# Вшивое
Вши́вое— озеро в Шпаковском районе Ставропольского края России, включённое в государственный природный заказник «Вшивое озеро», граница которого проходит по береговой линии. Площадь — 259,5 га.

## География
Вшивое находится на юго-восточной окраине Ставрополя, в 2 км к юго-востоку от хутора Дёмино Шпаковского района, на плоском водоразделе бассейна рек Грачёвки и Егорлыка на высоте 505 м над уровнем моря. Озеро древнее и находится в дистрофной стадии развития, переходя к болоту. В 2020 году озеро пересохло.
На территории заказника отмечено 25 видов лугово-болотных растений, среди которых выделяется 8 видов осок (береговая, волосистая, ложно-серная, колосистая, ранняя, черноколосная, ячменерядная, притуплённая).